# Utmattningssyndrom
| Utmattningssyndrom |
| --- |
| Stressad person. - Betydelse – sjukdomstillstånd med utmattning, koncentrations- och minnessvårigheter, samt kroppsliga symtom - Orsak – långvarig stress - Bakgrund – diagnosen införd i Sveriges ICD-10 2005 - Relaterade begrepp – anpassningsstörning, depression, utbrändhet |

Utmattningssyndrom är ett sjukdomstillstånd som präglas av utmattning, koncentrations- och minnessvårigheter samt kroppsliga symtom. Besvären utvecklas vanligen successivt som en följd av långvarig stress, men kan sedan förvärras abrupt i samband med insjuknandet. Återhämtningen därefter kan ta tid och dröja mellan ett halvår och ett år, alternativt längre. Symtomen på utmattningssyndrom överlappar med de hos depression, och diagnoserna förekommer ofta samtidigt. Diagnosen har även likheter med det arbetspsykologiska begreppet utbrändhet. I folkmun används begreppen "utbrändhet" eller att "gå in i väggen" ofta synonymt med utmattningssyndrom. Det avråds dock från att kalla utmattningssyndrom för "utbrändhet", dels för att undvika sammanblandning av begreppen och dels för att termen i svensk översättning anses antyda en alltför dyster prognos.

## Diagnosen lanserades i Sverige efter millennieskiftet
Diagnosen lanserades i Sverige efter millennieskiftet. Den kallades först utmattningsdepression men fick sitt nuvarande namn 2003, och infördes i den svenska versionen av ICD-10 av Socialstyrelsen 2005. Sedan införandet har sjukskrivningarna för utmattningssyndrom blivit en allt större andel av de totala sjukskrivningstalen i landet. För sjukskrivningar längre än 90 dagar är detta den vanligaste diagnosen, och kvinnor är överrepresenterade. Diagnosen har inte fått någon spridning utanför Sverige.
Behandlingen av utmattningssyndrom varierar mellan vårdenheter och olika delar av landet. Vanliga moment är psykoedukation, fysisk aktivitet och psykoterapi individuellt eller i grupp. Multimodal rehabilitering har också erbjudits av särskilda enheter. Flera behandlingsmetoder har visat sig effektiva för att lindra symtomen på utmattning, men ingen studerad behandling har visat sig kunna förkorta tiden till återgång i arbete. På grund av de tillgängliga behandlingsmetodernas begränsade effekt har vikten av att satsa på förebyggande insatser framhållits som den viktigaste åtgärden för att minska stressrelaterad sjuklighet.

## Utmattningssyndrom försvinner som diagnos
Utmattningssyndrom försvinner som diagnos från och med 2028 eftersom Världshälsoorganisationens nya och medicinskt uppdaterade diagnossystem ICD-11 ska införas.

## Beskrivning och diagnostik
Stress är en naturlig del av livet som kan genera en mängd olika reaktioner, varav flera kan te sig som sjukdomstecken utan att för den skull innebära sjukdom. Att människor periodvis är stressade är i någon mening förväntat och gränsdragningen mellan "sjuka" och "friska" reaktioner på stress är inte alltid självklar eftersom gränsen däremellan inte är skarp. Skillnaden mellan tolerabel och sjukdomsalstrande stress förefaller uppstå i samspel mellan stressfaktorerna och den påverkade individens skyddsfaktorer och resurser. En varaktigt förhöjd stressnivå under en längre period kan leda till utmattning, sömnrubbning samt koncentrations- och minnessvårigheter.
Symtomen på utmattningssyndrom är flera och inkluderar energilöshet, sänkt stresstålighet samt olika kroppsliga symtom. Till de vanligare kroppsliga symtomen vid utmattning hör huvudvärk, yrsel och mag-tarmbesvär. De flesta drabbade lider också av någon sömnstörning. Utmattningssyndrom och depression har många gemensamma symtom och uppträder ofta samtidigt, men personer kan ha utmattningssyndrom utan att samtidigt lida av depression. Att symtomen för utmattningssyndrom överlappar med andra psykiska sjukdomar är inte unikt, utan så är förhållandet mellan flertalet definierade psykiska diagnoser.
Typisk för utmattningssyndromet anses vara ett initialförlopp (prodromalfas) med symtom som varat under en längre tid, följt av en akut debut och sedan en långvarig återhämtningsfas som präglas av utmattning och koncentrationssvårigheter. Under initialförloppet som kan pågå i flera år förekommer besvär som trötthet, förhöjd ångestnivå, irritation, sömnrubbning och rastlöshet. En del drabbade söker då sjukvård för olika kroppsliga följdsymtom utan att den bakomliggande orsaken identifieras. Därefter följer en eskalerande uttröttbarhet som övergår i utmattning och koncentrationssvårigheter samtidigt som övriga symtom förvärras. I samband med den akuta debuten är det inte ovanligt att personen i fråga söker sjukvård med andnöd eller bröstsmärtor utan att någon kroppslig åkomma kan konstateras. Det akuta stadiet tenderar att beskrivas i form av ett sammanbrott eller en kollaps av den drabbade och dennes omgivning. Tiden därefter präglas ofta av en stark aversion mot arbetsplatsen och antingen ett ökat sömnbehov eller rubbad sömn. Det allmänna måendet förbättras gradvis samtidigt som de kroppsliga symtomen tenderar att avta, men sömnproblem samt koncentrations- och minnessvårigheter kan kvarstå under en längre tid.

## Diagnostik
Utmattningssyndrom är en klinisk diagnos som kan ställas av en kvalificerad yrkesutövare baserat på en patients berättelse. Blodprover kan inte användas för att ställa diagnosen, men kan liksom EKG användas för att inte missa andra möjliga orsaker till symtomen. Relevanta differentialdiagnoser inkluderar (beroende på symtom) hypotyreos, B12-brist, kroniskt obstruktiv lungsjukdom (KOL), hjärtkärlsjukdom och diabetes.
Mätning av saliv-kortisol har utvärderats, men tillför inget till diagnostiken.

### Klassifikation
Utmattningssyndrom klassificeras i den svenska versionen av diagnosmanualen ICD-10 med koden F43.8A. Denna diagnos sorteras under "anpassningsstörningar och reaktioner på svår stress". Där anmärks att man vid samtidig förekomst av annan psykiatrisk huvuddiagnos: exempelvis depression, dystymi eller generaliserat ångestsyndrom; bör ange utmattningssyndrom som bidiagnos.
För att diagnosen utmattningssyndrom ska kunna ställas måste det finnas fysiska och psykiska tecken på utmattning efter en period med långvarigt förhöjd stressnivå. Huvudsymtomet, markant nedsatt mental energi, måste föreligga sedan minst två veckor. Symtomen på sjukdom ska också ha föregåtts av en period med förhöjd stress, där en eller flera stressfaktorer förelegat under minst sex månaders tid. Minst fyra av sex bikriterier måste även vara uppfyllda för diagnos. Diagnosen måste särskiljas från andra former av stressrelaterad psykisk ohälsa som anpassningsstörning, akut stressreaktion och PTSD.
Diagnosen har ingen internationell spridning och används endast i Sverige. Det finns ingen internationell samstämmighet om hur symtom orsakade av kronisk stress bör utredas, klassificeras och behandlas. Sannolikt beskrivs det lidande som i Sverige klassas som utmattningssyndrom i många andra länder som depressioner och ångesttillstånd, eller beskrivs med alternativa termer som "mental fatigue" och "clinical burnout" eller "severe burnout".

### Skattningsskalor
Olika skattningsskalor kan användas för att utvärdera risk för utbrändhet, skatta symtomens intensitet och screena för olika försvårande tillstånd. Karolinska Exhaustion Disorder Scale (KEDS) och Självskattat utmattningssyndrom (s-UMS) är skattningsskalor som mäter symtom på utmattning hos drabbade och riskindivider. Shirom-Melamed Burnout Questionnaire (SMBQ) är ett frågeformulär utvecklat för utbrändhet (engelska: burnout) som kan användas för symtomskattning.
Montgomery-Åsberg Depression Rating Scale (MADRAS) kan användas för att värdera samtidiga depressionssymtom och Hospital Anxiety and Depression Scale (HAD) för att mäta symtom på både depression och ångest. Alcohol Use Disorders Identification Test (AUDIT) kan användas i screeningsyfte för att upptäcka överkonsumtion och riskbruk av alkohol. Verktyget WHO Disability Assessment Schedule (WHODAS 2.0) kan möjligen skilja mellan utmattningssyndrom och lindrigare tillstånd som anpassningsstörning, men inga tillgängliga skattningsskalor är validerade för användning i differentialdiagnostiskt syfte.

## Prognos
Tiden till återhämtning anses vara längre än för många andra psykiska sjukdomar och det försäkringsmedicinska beslutsstödet ger stöd för en sjukskrivningsperiod på mellan sex och tolv månader. Längre sjukskrivningsperioder förekommer också. En ökad förekomst av utmattningssyndrom har bidragit till att sjukskrivningslängden för psykiska sjukdomar ökat under det tidiga 2000-talet. Det vetenskapliga underlaget kring generell prognos och möjligheterna till prognostisering vid utmattningssyndrom är begränsat. Studier av just utmattningssyndromets normalförlopp kompliceras också av att patienterna i så hög utsträckning samtidigt lider av depression eller något ångesttillstånd.
En uppföljningsstudie av patienter som genomgått multimodal rehabilitering har visat att utbrändhets- och kroppsliga symtom fortsatte att förbättras under den 18-månadersperiod som studien varade. Samtidigt uppgav knappt hälften av patienterna 7–10 år senare att de upplevde "utmattning" och en majoritet uppgav en fortsatt nedsatt stresstålighet. Hur länge symtomen varat innan en patient med utmattningssyndrom söker vård är den starkaste prediktorn för återhämtningens längd.
Vid institutet för stressmedicins uppföljning av patienter visades att patienter som fortfarande uppfyllde kriterier för utmattningssyndrom 7–10 år efter insjuknande, oftare hade arbetsledaransvar eller vårdnadsansvar för barn med kronisk sjukdom eller psykiatrisk diagnos. Gruppen som tillfrisknat hade istället något oftare vårdnadsansvar för sjuka föräldrar.

## Epidemiologi
Stora epidemiologiska studier som undersöker förekomsten av utmattningssyndrom saknas. I mindre enkätstudier har förekomst av utmattnings-symtom uppskattats till omkring 15 % av befolkningen, omkring 15 % av vård- och omsorgsarbetande och cirka 30 % av primärvårdspatienter. Sådana enkätstudier tenderar dock att generera överskattningar. Tillståndets verkliga prevalens kan betraktas som okänd.
Individer med utmattningssyndrom har en förhöjd risk för olika kroppsliga sjukdomar som diabetes, hjärt-kärlsjukdom och långvarig smärta.

## Sjukskrivningsepidemiologi
Bland de som erhöll sjukpenning från Försäkringskassan för psykiska sjukdomar år 2019 led 18 % av kvinnorna och 13 % av männen av utmattningssyndrom, vilket innebär en cirka 40 % högre risk för kvinnor att insjukna i utmattningssyndrom. Offentliganställda kvinnor i svenska kommuner och regioner är överrepresenterade vid sjukskrivning för samtliga stressrelaterade diagnoser. Könsskillnaden kan inte förklaras utifrån kön eller genus, utan är proportionerlig mot den faktiska stressnivån. Enligt Försäkringskassans statistik är det vanligast att insjukna i utmattningssyndrom i åldersspannet 35–44 år. Diagnosgruppen "anpassningsstörningar och reaktioner på svår stress" där utmattningssyndrom ingår har ökat och blivit den vanligaste sjukskrivningsgrunden i Sverige. Bland patienter sjukskrivna längre än 90 dagar är utmattningssyndrom den vanligaste diagnosen och hos dessa är fördelningen mellan kvinnor och män 4 till 1.

## Riskfaktorer
Även om arbetssituationen är en vanlig utlösande orsak så påverkas risken att insjukna naturligtvis av andra aspekter som rör livssituationen.
Insjuknande är vanligare bland individer med barn i förskola och lågstadieklass (från 3–8 års ålder). Att ha flera barn eller att nyligen ha genomgått skilsmässa innebär också en ökad risk. Inom chefsyrken och yrken som kräver högskoleutbildning är risken för utmattningssyndrom lägre. Risken är dock generellt förhöjd inom människovårdande yrken, även de som kräver högskoleutbildning.

### Arbetsmiljöns roll
I en systematisk litteraturöversikt från 2014 fann SBU att ett antal arbetsmiljöfaktorer kunde påverka risken att utveckla utmattnings- eller depressionssymtom. Faktorer som var kopplade till utveckling av symtom på båda sjukdomarna inkluderar: bristande medmänskligt stöd i arbetssituationen, en upplevt pressad arbetssituation eller en brist på belöning i förhållande till arbetsinsatsen. En osäker anställning eller nedläggningshot var även förenat med en ökad risk för symtom. Vissa faktorer medför en ökad risk för depressionssymtom, men ingen säkerställd ökning av utmattningssymtom. Det gäller situationer med mobbning och konflikter på arbetsplatsen, samt kombinationen av högt ställda krav och bristande inflytande över arbetssituationen. Vissa faktorer har en skyddande effekt. Inflytande och kontroll över den egna arbetssituationen minskar förekomsten av symtom på båda tillstånden.

## Historia

### Bakgrund
En äldre benämning som har likheter med utmattningssyndrom är det arbetspsykologiska begreppet utbrändhet, en översättning av engelskans burnout. Det engelska begreppet växte fram under 1960-talet och användes ursprungligen för att beskriva en reaktion observerad hos personer i människoyrken. Christina Maslach står bakom den mest spridda definitionen av utbrändhet där tillståndet karakteriseras av tre huvudsakliga kännetecken: känslomässig utmattning, cynism och försämrad prestationsförmåga. Burnout-syndromet associerades initialt till arbetsorsakad stress, men vidgades till att inbegripa olika sorters stress. Beskrivningen av tillståndet har skiftat över tid och mellan olika forskargrupper, vilket har bidragit till att utbrändhet aldrig erhållit status som medicinsk diagnos i ICD eller DSM, med fasta diagnostiska kriterier.
Bland tidigare föregångare finns det sena 1800- och tidiga 1900-talets modediagnos neurasteni (nervutmattning), vars symtombild liknar den hos utmattningssyndrom. Begreppet som sådant introducerades 1869 av George Miller Beard och populariserades snart därefter. Beard ansåg att det moderna samhällets vedermödor i form av alltför snabbt framrusande tåg samt en överdriven fixering vid tid och tidmätning gav upphov till sjukdomen. Inom fransk och tysk psykiatrisk praxis på 1960-talet skilde man på olika sorters depression, där "utmattningsdepressionen" (tyska: Erschöpfungsdepression) var en av flera varianter.

### Diagnosens tillkomst och utveckling
Under slutet av 1990-talet och första halvan av 00-talet sågs en ökning av antalet långtidssjukskrivna och sjukpensionerade i Sverige. Ökningen var störst för psykiska tillstånd och kvinnor i offentlig sektor var överrepresenterade. De neddragningar som skedde i offentlig sektor under 90-talet har senare pekats ut som den misstänkta utlösande faktorn. Neddragningarna bör ha inneburit omorganisationer och en ökad arbetsbelastning som aggraverades i takt med att sjukskrivningstalen ökade och ännu färre personer skulle dela på samma arbetsbörda. Även sociokulturella och arbetsmässiga förändringar på samhällsnivå sedan 1980-talet inklusive den ökade informationstätheten har framhållits som bidragande faktorer.
Upptakten till arbetet med diagnosen utmattningssyndrom skedde 1998 när Marie Åsberg och Åke Nygren noterade en ökning av antalet sjukskrivna för depression, bland kunder hos ett av de större försäkringsbolagen. Patienterna sjukdomsbild tedde sig olik klassisk depression: symtom som trötthet, minnessvårigheter och nedsatt fokus dominerade och flera av patienterna härledde sina besvär till arbetssituationen. Därefter användes på förslag av Marie Åsberg benämningen utmattningsdepression och 2002 erhöll Åsberg av Socialstyrelsens generaldirektör Kerstin Wigzell uppdraget att genomföra en litteraturöversikt om tillståndet. Sedan 2003 används istället begreppet utmattningssyndrom, vars ställning som diagnos samma år fick stöd hos Socialstyrelsen som publicerade faktaboken Utmattningssyndrom: stressrelaterad psykisk ohälsa. Internationellt var det vetenskapliga kunskapsunderlaget om stressrelaterad psykisk ohälsa begränsat och man betonade vikten av ytterligare forskning inom området, samt behovet av forskning som syftade till att validera den nyformulerade diagnosen. Vid tidpunkten för diagnosens införande i svenska ICD-10 år 2005 fanns inga vetenskapliga studier om utmattningssyndrom publicerade. Införandet innebar att det därefter var möjligt att använda diagnosen som grund för sjukskrivning. Efter införandet fortsatte arbetet med att ta fram riktlinjer för diagnostik, behandling och sjukskrivning av tillståndet. Riktlinjerna publicerades av Socialstyrelsen i maj 2008, mer än ett halvår senare än planerat på grund av "oenigheter inom läkarkåren".
Under 2022 pågick arbetet med att ta fram nya riktlinjer för diagnosen i en arbetsgrupp under ledning av Marie Åsberg. En annan grupp, i vilken psykiatern Christian Rück ingick, har publicerat en översiktsartikel om tillståndet och ifrågasatt dess validitet och tillförlitlighet som diagnos.

## Orsak
Utmattningssyndrom är per definition ett stressutlöst tillstånd. Besvären kan orsakas av arbetsrelaterad stress såväl som stress från andra miljöer. I en översiktsartikel publicerad 2022 betraktades orsakerna och tillståndets fysiologiska bakgrund som ofullständigt klarlagda. Initialt noterades hos personer med utmattningssyndrom en nedsatt känslighet i stressaxeln, i form av minskad frisättning av kortisol vid stimulering jämfört med friska kontroller. Resultaten har dock varit svåra att bekräfta. Uppföljande studier har gett motstridiga resultat och i flera fall har inte någon signifikant skillnad kunnat uppmätas mellan de sjuka och kontrollgruppen. Undersökningar av personer med utmattningssyndrom i magnetkamera har antytt förändringar i strukturen hos prefrontala cortex, basala ganglier och amygdala. Antalet studier är dock begränsat och det finns ett behov av uppföljande studier för att bekräfta resultatet.

## Behandling
Ett vanligt moment i behandlingen av utmattningssyndrom är grundläggande psykoedukation om stress, arbetsmiljöns roll och livsstilsfaktorer. Fysisk aktivitet anses också vara en viktig komponent i rehabiliteringen. Psykoterapi individuellt eller i grupp inklusive metoder för stressreduktion kan ingå. När det blir aktuellt med återgång i arbete kan ett avstämningsmöte där patienten, patientens arbetsgivare, vårdgivaren och Försäkringskassan träffas för att lägga upp en planering för gradvis ökning av arbetsbelastningen. Om behov finns kan patientens fackliga representant eller stödperson delta i mötet.
Olika behandlingsstrategier presenteras i Socialstyrelsens riktlinjer som lämnar utrymme för tolkning. Behandlingen kan variera mellan olika enheter och delar av landet beroende på lokal tradition och resurser inklusive tillgång till multimodal rehabilitering (MMR). Eftersom symtomen vanligen kvarstår under en längre tid efter insjuknandet anses det i allmänhet befogat att påbörja återgång till arbete innan symtomen avklingat helt. Många olika behandlingsmetoder har utvärderats och undersökts i vetenskapliga studier. Eftersom utmattningssyndrom orsakar en långvarig och uttalad funktionsnedsättning, vanligen utlöst av arbetsrelaterad stress betraktas "återgång till arbete" som den mest intressanta effekten att mäta.
Kunskapsläget kring behandling som har effekt på återgång till arbete är fortfarande mycket begränsat. De studier som bedrivit primärforskning inom området har i regel lågt deltagarantal och talar för ingen eller marginell effekt på arbetsåtergång. Två översiktsstudier publicerade 2019 och 2022 har också identifierat brister i metoden hos de behandlingsstudier som genomförts. MMR har status som rekommenderad behandling i Socialstyrelsens riktlinjer, men utvärdering av metodens effektivitet kompliceras av att innehållet i rehabiliteringen varierar mellan vårdgivare. Även om det saknas stöd för att metoderna leder till snabbare återgång till arbete så har KBT (inklusive ACT) visat sig kunna minska svårighetsgraden av stressutlösta symtom på kort sikt. Liknande effekter har framhållits för MMR, men det saknas kontrollerade studier av metodens effektivitet vid utmattning. Fysisk aktivitet har bevisad effekt vid flera psykiska sjukdomar. Hos friska individer förbättrar den kognitionen och har en skyddande verkan mot stressutlösta symtom. Vid fullt utvecklat utmattningssyndrom har inga positiva effekter av träning på vare sig symtom eller kognitiv funktion kunnat påvisas. Förbättrad sömn anses vara av vikt för återhämtningen och KBT har bevisad effekt vid sömnstörningar, men det saknas studier av vilka interventioner som bör användas vid sömnrubbning orsakad av utmattning.
På grund av de tillgängliga behandlingsmetodernas begränsade effekt har vikten av att satsa på förebyggande insatser framhållits som den viktigaste åtgärden för att minska stressrelaterad sjuklighet.

### Läkemedelsbehandling
Antidepressiva läkemedel anses inte ha någon inverkan på utmattningssyndrom, men kan användas för att behandla samtidig depression eller ångesttillstånd. Inga vetenskapliga studier har undersökt nyttan av att behandla utmattningssyndrom med antidepressiva.